# ژانگ جی (شمشیرزن)
ژانگ جی (انگلیسی: Zhang Jie؛ زادهٔ ۸ ژانویهٔ ۱۹۷۸) شمشیرباز اهل چین است.